# Чикагская торговая палата
Чикагская торговая палата (англ. Chicago Board of Trade CBOT) — старейшая в мире биржа фьючерсов и опционов. Основана в 1848 году.

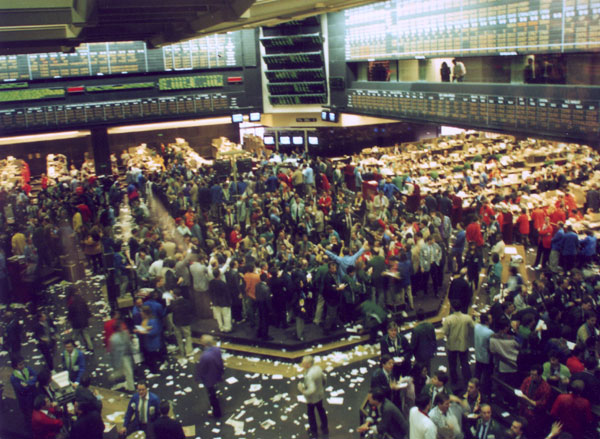
В торговом зале Чикагской торговой палаты, 1993 год

На бирже осуществляется торговля более чем 50 различными фьючерсными и опционными контрактами. Торговлю на бирже осуществляют около 3600 членов биржи методом с голоса (open outcry) и электронными торгами. 12 июля 2007 года Чикагская торговая палата объединилась с Чикагской товарной биржей создав группу CME (CME Group).
Кроме фьючерсной торговли зерном, соей и продуктами её переработки биржа является также местом торговли золотом, серебром, долгосрочными ценными бумагами Федерального казначейства США, индексами акций. Наибольший объём торговли приходится на сельскохозяйственную продукцию и казначейские обязательства.